# دشت میلاس
میلاس، دشتی در شهرستان لردگان در استان چهارمحال و بختیاری است.
دشت میلاس شامل روستاهای میلاس (فاضل)، دهنو میلاس، چاگاه میلاس، برآفتاب میلاس (ده سهرابی)، تل ماران، اسلام‌آباد، باغ انارمیلاس، ده کلگه میلاس ،ده بارسنی میلاس، کرف میلاس و گوشه ،حسین آباد میلاس
پیشکوه میلاس و پشتکوه میلاس که شامل روستاهای لیرابی، له‌دراز ، گَر گُرگی میلاس ، وار ملاعزیزالله ، سرقلعه، بردکارخانه ، مهرسه میلاس ، ده سوخته میلاس،گَرگَرمیلاس ، اَنجو میلاس، نساکوه میلاس ، مونگاسه میلاس ،  تنگ زنگنه میلاس  ،تنگ بیرَه  شامل است.